# Зернов Павло Михайлович
Павло Михайлович Зернов (1905–1964) — директор Конструкторського бюро № 11 («КБ-11»); заступник міністра середнього машинобудування СРСР, генерал-лейтенант інженерно-танкової служби, двічі Герой Соціалістичної Праці (1949, 1956), лауреат Ленінської та двічі лауреат Сталінської премій, кандидат технічних наук.

## Біографія
Народився 6 (19) січня 1905 року у селі Литвиново (нині у складі Кольчугіно) у родині робітника.
Із липня 1919 року до січня 1925 року був робітником на Кольчугінському заводі, після чого пішов на комсомольську роботу і до вересня 1926 року був секретарем Кольчугінського районного комітету ВЛКСМ.
Із 1926 по 1929 рік навчався на робітничому факультеті імені Артема в Москві. Після закінчення робітфаку, з 1929 по 1933 рік навчався в Московському вищому технічному училищі імені М. Е. Баумана. Після закінчення інституту, захистивши диплом за спеціальністю «інженер-механік з двигунів внутрішнього згоряння», залишився в МВТУ аспірантом і одночасно працював старшим інженером, потім науковим співробітником у лабораторії, викладачем. Закінчивши в 1937 році аспірантуру, захистив дисертацію на здобуття наукового ступеня «кандидат технічних наук».
У лютому 1938 року Зернов призначений головним інженером Головного управління Дизелебудівної промисловості, у вересні 1938 року — начальником Головного управління тракторної промисловості Народного Комісаріату машинобудування СРСР. В лютому 1939 року (в період організації Народного Комісаріату середнього машинобудування СРСР) призначений заступником Народного Комісара, де працював до червня 1940 року. Із червня 1940 року П. М. Зернов призначений головою Всесоюзного комітету стандартів при Раді Народних Комісарів СРСР, займаючи цю посаду до грудня 1942 року.
У лютому 1943 року ДКО СРСР розглянув і затвердив програму наукових і технічних досліджень із практичного використання «внутрішньоатомної» енергії. В 1946 році П. М. Зернова призначили директором бази № 112 Головміськбуду СРСР. Основними завданнями цього об'єкта, що отримав потім найменування «КБ-11», значилися «розробка конструкції і виготовлення дослідних зразків реактивних двигунів», фактично означали створення ядерної зброї.
«КБ-11» (нині Російський Федеральний ядерний центр — Всеросійський науково-дослідний інститут експериментальної фізики) у закритому місті «Арзамас-16» (нині місто Саров) брав участь у створенні експериментальної та конструкторської бази з розробки радянської ядерної зброї. Під керівництвом П. М. Зернова формувався колектив «КБ-11», здійснювалося будівництво лабораторних будівель, створювалася експериментальна база, на якій велися всі необхідні науково-дослідні та конструкторські роботи з підготовки конструкції першої радянської атомної бомби.
Після успішного закінчення робіт зі створення атомного заряду П. М. Зернов 29 жовтня 1949 року був удостоєний звання Героя Соціалістичної Праці. На своїй посаді він пропрацював до 1951 року.
1951 року Зернов переведений в апарат Першого головного управління при Раді Міністрів СРСР, де очолював підрозділи, що координують
роботи із створення нових зразків ядерної зброї. 1953 року призначений начальником Головного управління приладобудування Міністерства
середнього машинобудування СРСР, а 1954 року — заступником міністра середнього машинобудування СРСР.
Указом Президії Верховної Ради СРСР від 11 вересня 1956 року (з грифом: «цілком секретно») «за виняткові заслуги перед державою під час виконання спеціального завдання Уряду» Зернов Павло Михайлович нагороджений другою золотою медаллю «Серп і Молот».
З 1963 по 7 лютого 1964 року — заступник голови Державного виробничого комітету із середнього машинобудування СРСР.
Павло Михайлович Зернов помер 7 лютого 1964 року. Похований у Москві на Новодівичому кладовищі (6 ділянка).

## Нагороди та звання
- Нагороджений чотирма орденами Леніна, орденами Трудового Червоного Прапора, Кутузова І (16.09.1945) і ІІ ступеня, медалями.
- Лауреат Ленінської (1963) і двічі лауреат Сталінської премій (1951, 1953).
- Удостоєний звання «Почесний громадянин міста Сарова».

## Пам'ять
Бронзовий бюст П. М. Зернова в 1974 році встановлено в місті Кольчугіно (скульптор І. Дараган, архітектор С. Молчанов), де його ім'я носить одна з вулиць. У музеї Кольчугінського заводу один зі стендів присвячений землякові. У місті Сарові в честь Зернова названі вулиця і парк культури і відпочинку.